# マルハラ
マルハラとは、主にチャットなどのSNSの文面において、句点（。）を使用することで威圧感を与えさせてしまうことを表す造語である。マルハラスメントの略称。

## 概要
2024年1月28日放送のAbemaTVの番組、『ABEMA的ニュースショー』で一部ネットで話題になっている現象があるとしてマルハラ(当時は名前がなく番組スタッフが命名）を紹介。放送後、Abema側がネット記事化し各ニュースサイトに配信すると、一気に広がり各メディアもマルハラという名称使用するようになったり、マルハラ特集が増えていった。
若い世代はLINEやXなどで短文を投稿する際に句点を省略することが多いため、句点を文末に付した文章が送られてきたり見かけたりした際に、「投稿者が怒っているように見える」という感覚を抱いたり、冷淡さや威圧感を感じたりするという。
この感覚には年代による差異があり、先述のように若い世代は抱きやすいが、中高年の世代は気に留めていないことが多い。一説には、句点を多用するようなPCにおけるメールの文体に慣れた中高年の人々がチャットでも同様の文体を使用するために、若い世代にとっては異質なチャットメッセージになってしまうとされている。
筑波大学の岩崎拓也は、若い世代もメールやXでは句読点を普通に使っているとした上で、「マンガなどの吹き出しでは句読点が使われることが少なく、SNSのメッセージは吹き出しで表示されるため、句読点がない方が馴染むのではないか」「世代間ギャップの問題にすぎない」と述べている。また、若い世代が句点にネガティブな意味を持たせるのは同世代間のみであり、若者批判の印象操作とする意見もある。
英語圏でもすでに2020年には同じような指摘があった。